# Dorval
Dorval (/dɔːrˈvæl/ pronunciación en francés: /[dɔʁval]/) es una isla suburbana de la de  ciudad de la provincia de Quebec, Canadá. Es una de las ciudades que conforman la Comunidad metropolitana de Montreal y a su vez, hace parte de la aglomeración de Montreal y de la región administrativa de Montreal.

## Historia
La historia de Dorval se remonta más 300 años atrás en 1665, los sacerdotes sulpicianos establecieron una misión en las cercanías de la que entonces se llamaba Ville-Marie. Originariamente llamada «Gentilly», más adelante sería rebautizada como La Présentation de la Vierge Marie y finalmente a Dorval.
El 1 de enero de 2002 Dorval fue anexionada a la ciudad de Montreal. El 20 de junio de 2004, la ciudad votó para convertirse de nuevo en una ciudad independiente de Montreal, cambio que se hizo efectivo el 1 de enero de 2006.

## Geografía
Dorval se encuentra ubicada al suroeste de la isla de Montreal. Comprende la l'Île-Dorval, ubicada en el lago Saint-Louis y conformando así el borough de Dorval–L'Île-Dorval. Según Statistics Canada, tiene una superficie total de 20 88 km² y es una de las 1135 municipalidades en las que está dividido administrativamente el territorio de la provincia de Quebec.
En Dorval está localizado el Aeropuerto internacional Pierre Elliott Trudeau (YUL), uno de los dos aeropuertos internacionales de Montreal. También se encuentra el Centro meteorológico canadiense (CMC).

## Demografía
| Gráfica de evolución de Dorval entre 1901 y 2021 |
|                                                  |
| Fuente: Statistics Canada.                       |

## Galería

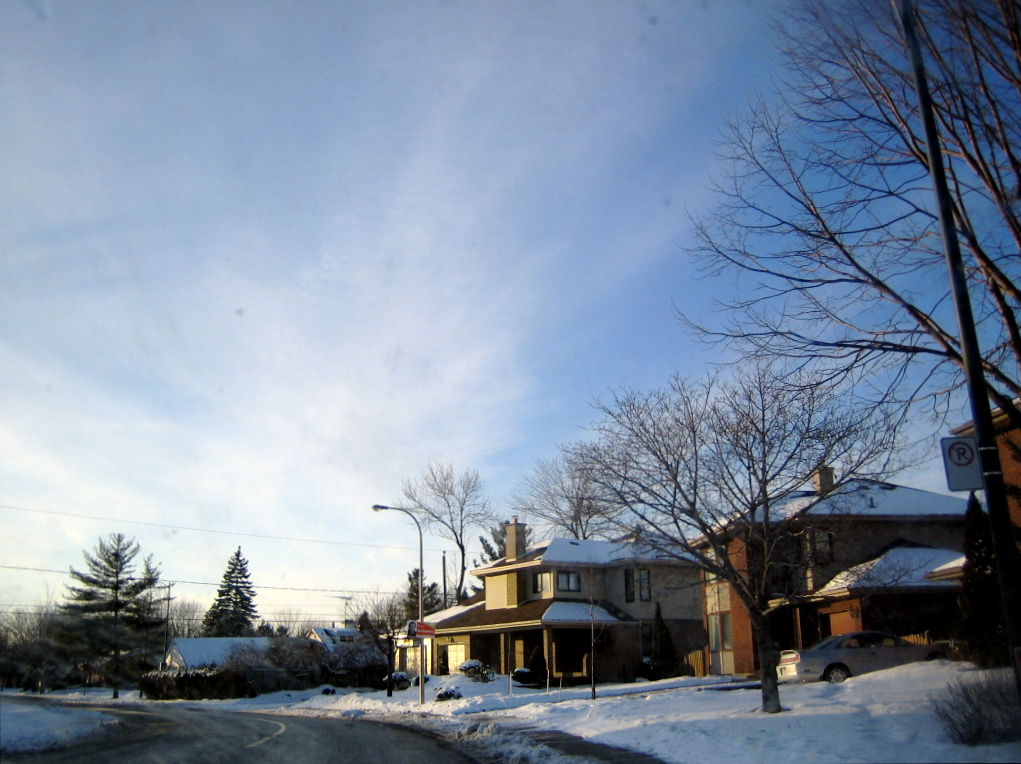
Calle de Dorval
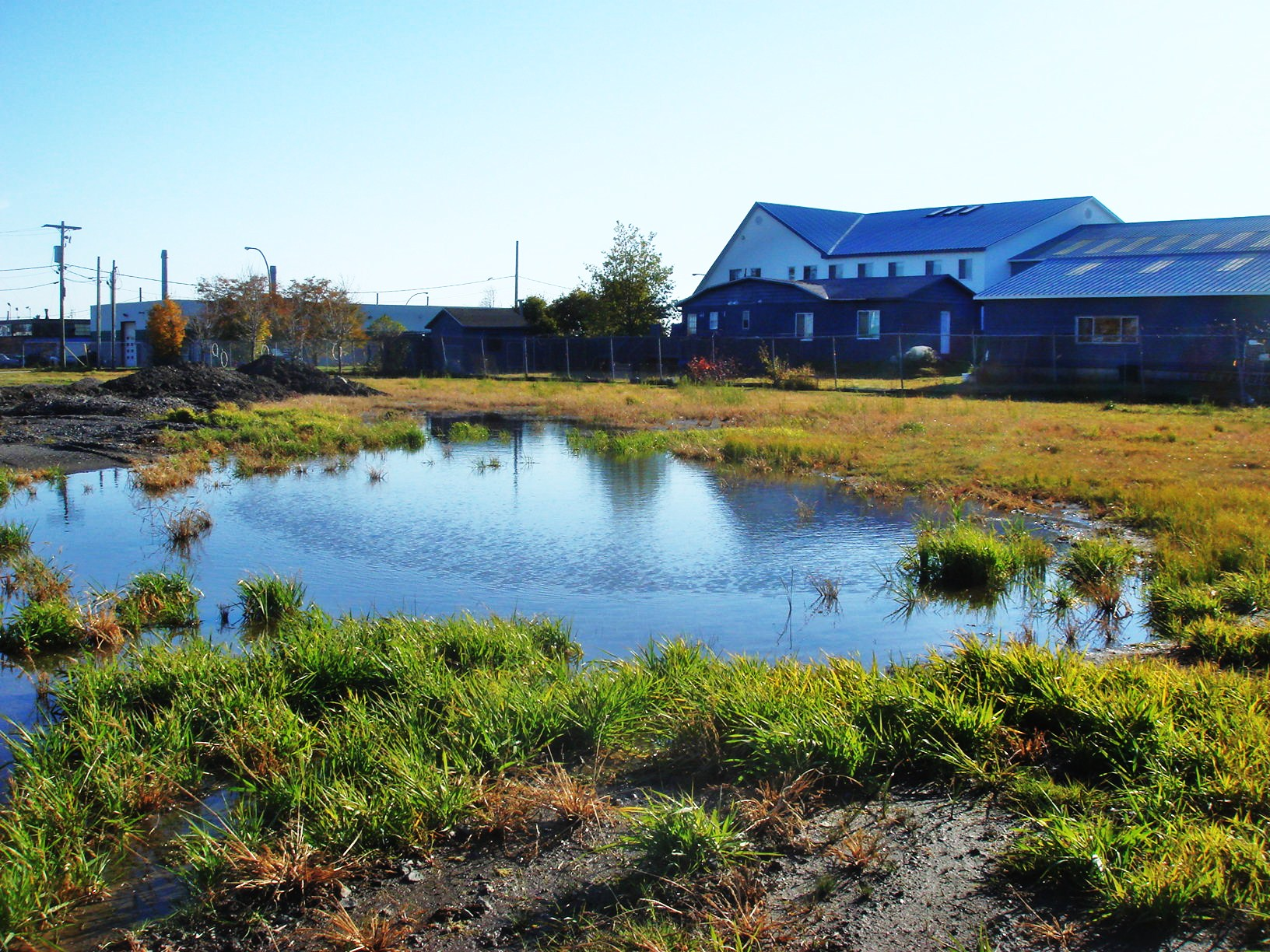
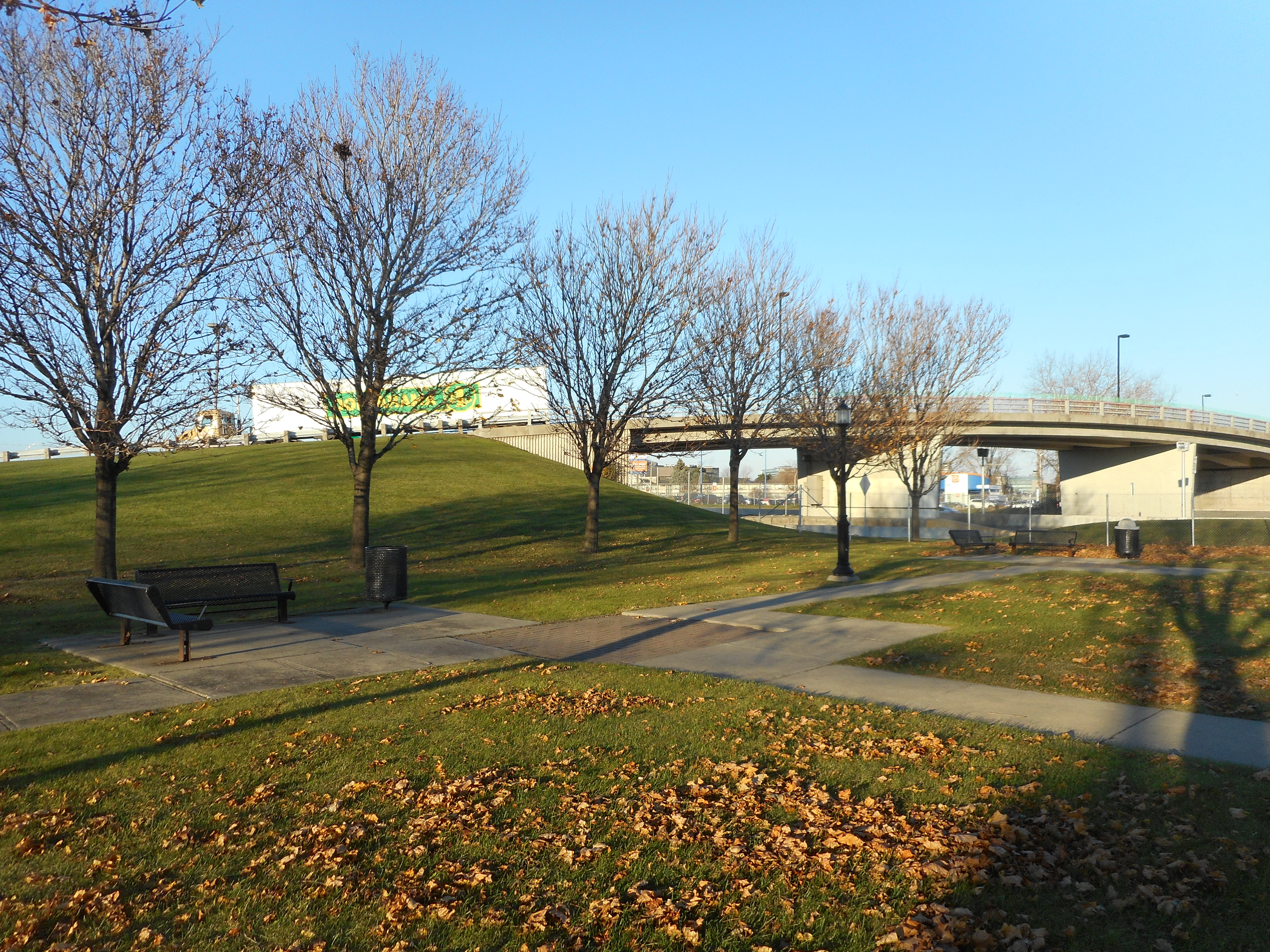
Parc Michel-Jasmin